# Західні вітри

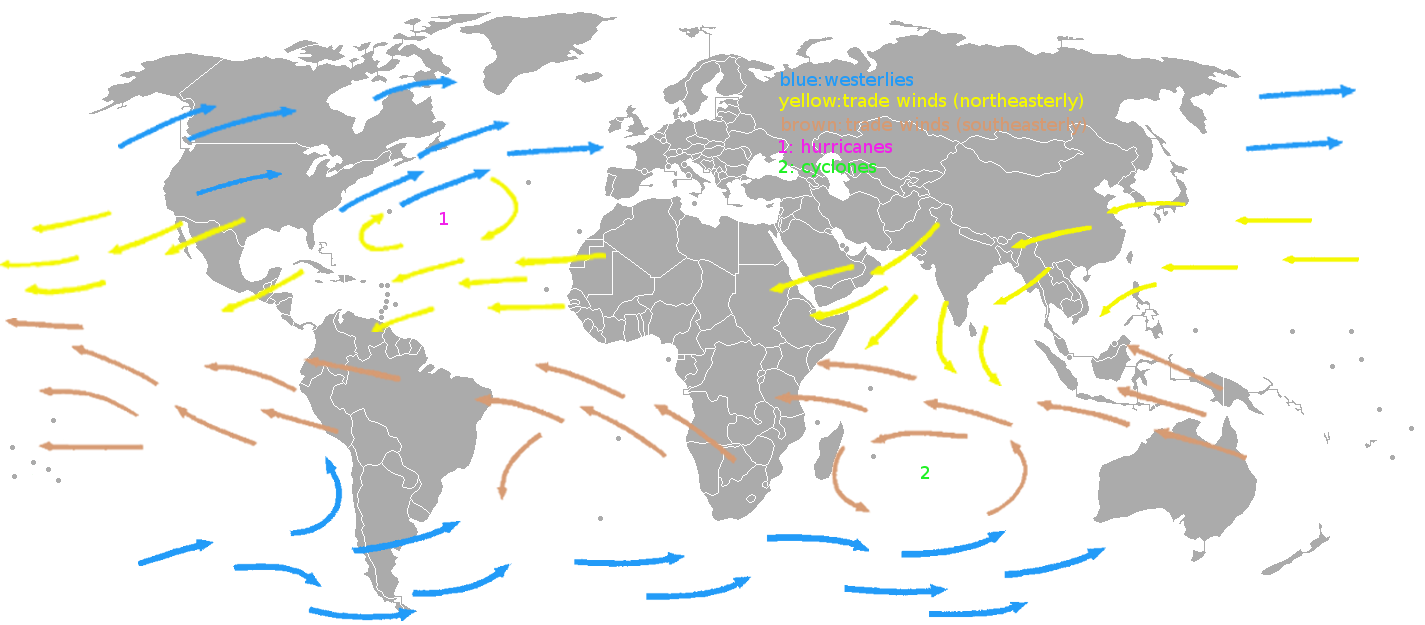
Західні вітри позначені блакитним кольором

Західні вітри — переважні вітри, що дують у помірному поясі приблизно між 35 і 65 градусами північної та південної широти, від субтропічного хребта до полярного фронту, частина глобальних процесів циркуляції атмосфери та приповерхнева частина комірки Феррела. Ці вітри дують переважно із заходу на схід, точніше з південного заходу у Північній півкулі та з північного заходу в Південній півкулі та можуть утворювати нетропічні циклони на своїх межах, де великий градієнт швидкості вітру. Тропічні циклони, що проникають до зони цих вітрів через субтропічний хребет, втрачаючи силу, знов підсилюються через градієнт швидкості західних вітрів помірного поясу.
Західні вітри помірного поясу найсильніші узимку, коли тиск над полюсами найменший, та найслабкіші улітку. Ці вітри сильшіні у Південній півкулі, де менше суші, що відхиляє або затримує вітер. Смуга найсильніших західних вітрів помірного поясу розташована між 40 і 50 градусами південної широти та відома як «Ревучі сорокові». Ці вітри грають важливу роль в утворенні океанських течій, що переносять теплі екваторіальні води до західних берегів континентів, особливо у Південній півкулі.